# Оукдејл (Луизијана)
Оукдејл (енгл. Oakdale) град је у америчкој савезној држави Луизијана.

## Демографија
По попису из 2010. године број становника је 7.780, што је 357 (-4,4%) становника мање него 2000. године.
| Група             | 2000.         | 2010.         |
| Белци             | 4.168 (51,2%) | 4.831 (62,1%) |
| Афроамериканци    | 2.843 (34,9%) | 2.645 (34,0%) |
| Азијати           | 100 (1,2%)    | 60 (0,8%)     |
| Хиспаноамериканци | 994 (12,2%)   | 63 (0,8%)     |
| Укупно            | 8.137         | 7.780         |